# 6187 Kagura
6187 Kagura este o planetă minoră (asteroid), cu un diametru de 14,487 km, din centura de asteroizi. A fost descoperită pe 2 septembrie 1988 la Observatorul La Silla de Henri Debehogne și a fost numită după Kagura⁠(d). 
Obiectul prezintă o orbită caracterizată de o semiaxă mare de 3,1337748 UAi, o excentricitate de 0,18, o înclinație de 1,93443 ° în raport cu ecliptica.